# بايرون هاريسون
بايرون هاريسون (بالإنجليزية: Byron Harrison)‏ (15 يونيو 1987 في المملكة المتحدة - ) هو لاعب كرة قدم بريطاني في مركز الهجوم. لعب مع بوريهام وود إف سي وستيفيناغ بوروه ونادي تشيسترفيلد وهافانت أند ووترلوفيل ونادي وورثينغ وكارشالتون أثلتيك وAshford Town (Middlesex) F.C. ‏ وإيه أف سي ويمبلدون ونادي تشيلتنهام تاون لكرة القدم وHarrow Borough F.C. ‏.

## وصلات خارجية
- بايرون هاريسون على موقع قاعدة بيانات كرة القدم.إي يو (الإنجليزية)
- بايرون هاريسون على موقع Soccerbase.com (لاعب) (الإنجليزية)